# Kanton Corbie
Kanton Corbie (fr. Canton de Corbie) je francouzský kanton v departementu Somme v regionu Hauts-de-France. Skládá se ze 40 obcí. Před reformou kantonů 2014 ho tvořilo 23 obcí.

## Obce kantonu
od roku 2015:
| - Baizieux - Bavelincourt - Beaucourt-sur-l'Hallue - Béhencourt - Bonnay - Bresle - Cerisy - Chipilly - Contay - Corbie - Fouilloy - Franvillers - Fréchencourt - Le Hamel - Hamelet - Heilly - Hénencourt - Lahoussoye - Lamotte-Warfusée - Marcelcave | - Méricourt-l'Abbé - Mirvaux - Molliens-au-Bois - Montigny-sur-l'Hallue - Morcourt - Naours - Pierregot - Pont-Noyelles - Ribemont-sur-Ancre - Rubempré - Sailly-Laurette - Sailly-le-Sec - Talmas - Treux - Vadencourt - Vaire-sous-Corbie - Vaux-sur-Somme - La Vicogne - Wargnies - Warloy-Baillon |

před rokem 2015:
- Aubigny
- Baizieux
- Bonnay
- Bresle
- Bussy-lès-Daours
- Corbie
- Daours
- Fouilloy
- Franvillers
- Le Hamel
- Hamelet
- Heilly
- Hénencourt
- Lahoussoye
- Lamotte-Brebière
- Lamotte-Warfusée
- Marcelcave
- Ribemont-sur-Ancre
- Vaire-sous-Corbie
- Vaux-sur-Somme
- Vecquemont
- Villers-Bretonneux
- Warloy-Baillon